# Šubelj
Šubelj je priimek več znanih Slovencev:
- Anton Šubelj (1899—1966), pevec baritonist
- Ivo Šubelj, diplomat
- Jan Šubelj (*2004), šahist, velemojster
- Jakob Šubelj (1922—2003), telovadec
- Ljuba Dornik Šubelj (*1949), arhivistka, zgodovinarka
- Lovro Šubelj, informatik
- Marjan Šubelj (1934—2000), slikar